# 러시아 순양함 모스크바
모스크바(러시아어: Москва [mɐskˈva]), 이전 함명 슬라바(Слава'영광')는 러시아 해군의 유도 미사일 순양함이다. 이 배는 모스크바 시의 이름을 따서 명명된 Project 1164 아틀란타 급의 1번함이었다. 러시아 흑해 함대의 기함이자 510명의 승무원을 보유한 모스크바는 흑해 지역에서 가장 강력한 군함으로 여겨졌다.
모스크바는 조지아 (2008년), 크림반도(2014년), 시리아(2015년) 지역의 군사 분쟁에 배치되었다. 이 순양함은 2022년 2월부터 시작된 2022년 러시아의 우크라이나 침공 중 2022년 4월 14일 침몰할 때까지 해군력을 주도했다.

## 역사

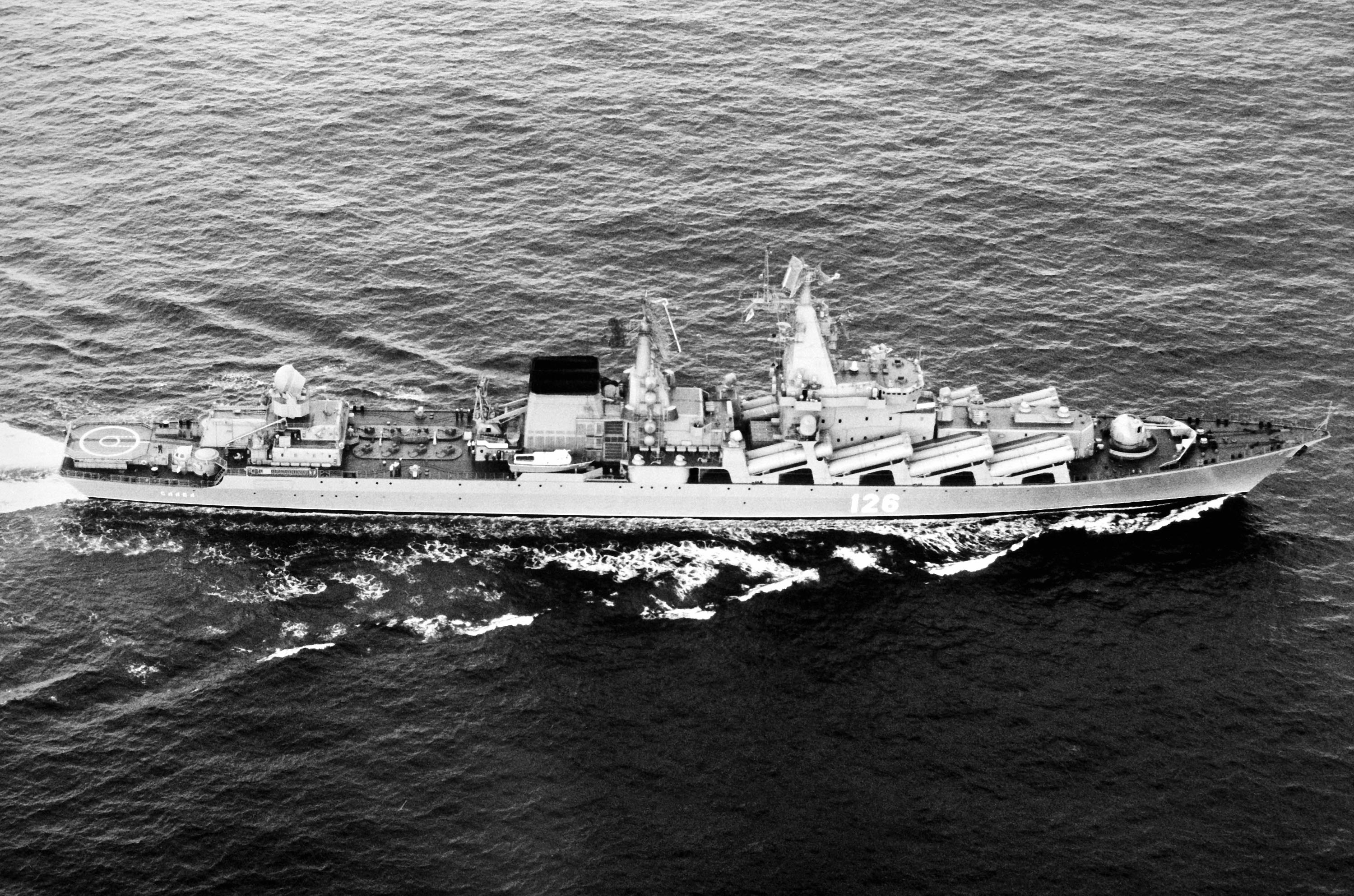
슬라바 c. 1983년

### '슬라바'로서
슬라바는 우크라이나 SSR 미콜라이우에 있는 61 콤무나라 조선소의 조선소 445에서 1976년 건조, 1979년에 진수되어 1983년 1월 30일에 취역했다. 1986년 11월 18일과 22일 사이, 슬라바는 그리스의 항구 피레아스를 거쳐갔다.
슬라바는 소련 지도자 미하일 고르바초프와 미국 대통령 조지 하워드 부시 간의 몰타 정상회담 (1989년 12월 2~3일)에서도 등장했다. 이 선박은 소련 대표단이 사용했고, 미국 대표단은 USS 벨크냅에서 잠을 잤다. 배는 마르사실로크 해안에서 떨어진 정박소에 있었다. 폭풍우와 거친 바다로 인해 일부 회의가 취소되거나 일정이 변경되어 국제 언론에서는 "배멀미 회담"이라는 별명을 붙였다. 결국 회의는 마르사실로크 만에 정박한 소련 유람선인 막심 고리키에서 진행되었다.
슬라바는 1990년 12월 미콜라이우로 돌아와 1998년 말까지 수리를 받았다. 1996년 5월 16일에 함선명은 모스크바로 개명되었다.

### '모스크바'로서

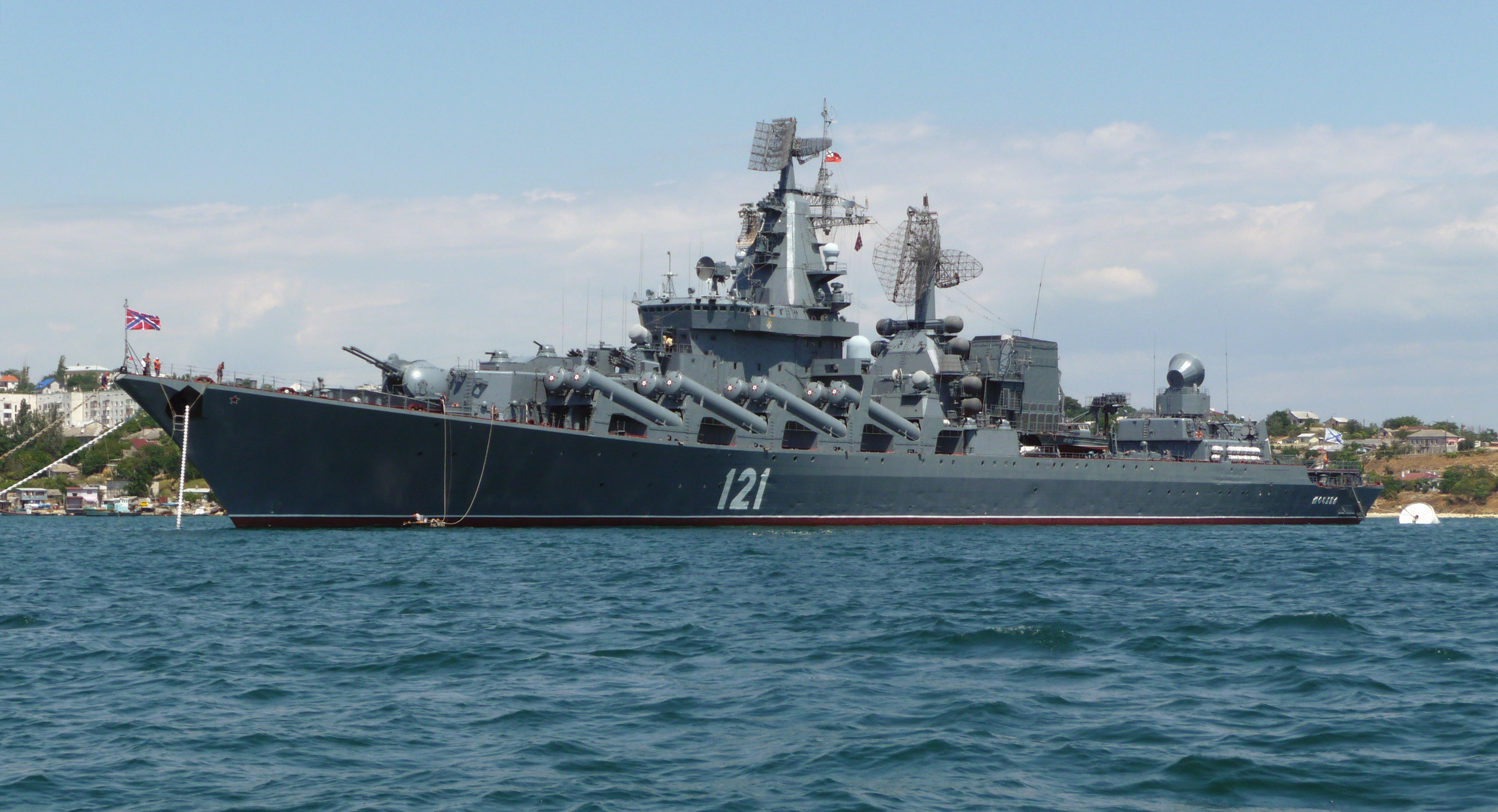
2009년 모스크바

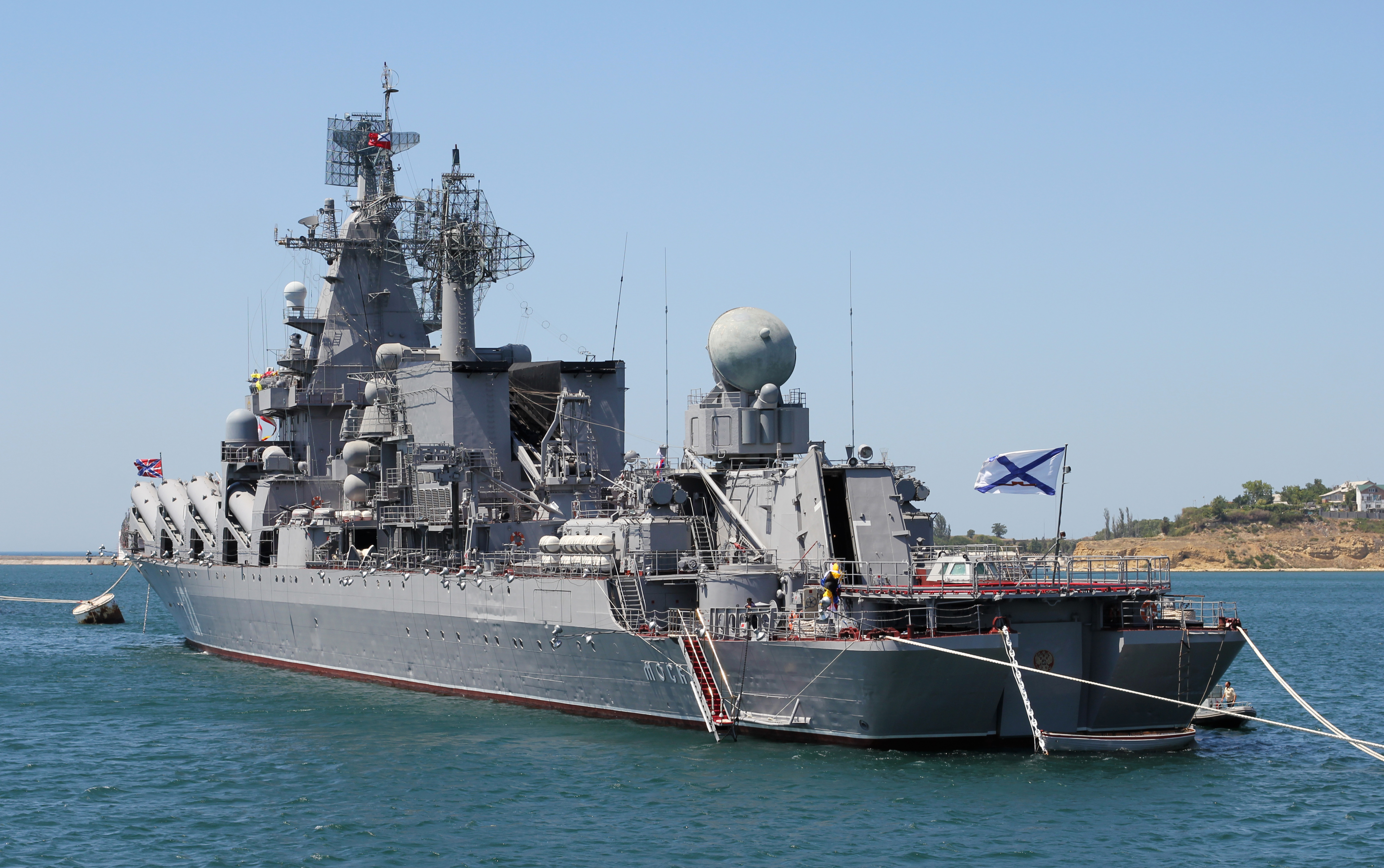
2012년 모스크바

2000년 4월에 취역한 모스크바는 킨다급 골로브코 제독함을 대체하여 러시아 흑해 함대의 기함이 되었다.
2003년 4월 초, 모스크바는 호위함 피틀리비(Pytlivyy), 스메틀리비 (Smetlivy), 상륙함 1척과 함께 태평양 함대 태스크 그룹 ('마샬 샤포쉬니코프함'과 '판텔레예프 제독함'), 인도 해군이 참가한 인도양 훈련을 위해 세바스토폴을 떠났다. 함대는 Project 1559V 유조선 이반 부브노프(Ivan Bubnov)와 Project 712 원양 예인선 샤흐테르 (Shakhter)의 지원을 받았다.
모스크바는 2004년 10월 몰타의 그랜드 하버를 방문했고, 흑해 함대 군악대는 행사를 위해 발레타의 지중해 컨퍼런스 센터에서 콘서트를 열었다. 2008년, 2009년에는 지중해를 찾아 북부함대와 함께 해상 훈련에 참여했다.
2008년 8월 러시아의 조지아 침공 지원을 위해 모스크바는 흑해 수비군으로 배치되었다. 짧은 해상 교전 동안 그루지야 해군은 밀리기 전 모스크바에 미사일 단 1발만 명중시켰다. 러시아가 압하지야의 독립을 인정한 후, 배는 압하지야의 수도인 수후미에 주둔했다.
2009년 12월 3일 모스크바는 냉각 및 기타 기계 교체, 바닥 및 선외 피팅, 추진 샤프트 및 나사, 청소 및 청소로 구성된 예정된 임시 점검을 위해 세바스토폴의 플로팅 도크 PD-30에 한 달 동안 정박되었다.
2010년 4월에 순양함은 훈련을 수행하기 위해 인도양의 다른 해군 부대와 합류할 것이라고 보고되었다. 2013년 8월에 순양함은 쿠바의 하바나를 방문했다.
2013년 8월 말, 모스크바는 시리아 해안을 따라 미국 군함이 구축됨에 따라 지중해에 배치되었다. 2014년 러시아의 크림반도 침공 당시 모스크바는 도 도누즐라프 호수에서 우크라이나 함대를 봉쇄했다.
2014년 9월 17일 모스크바는 경비함 피틸비 (Pytlivy)와 임무 교대로 지중해에 배치되었다.
2015년 7월 모스크바는 앙골라와의 군사 협력을 강화하기 위해 루안다를 방문했다. 2015년 9월 말부터 지중해 동부에 있는 동안 순양함은 시리아에서 공습을 실시한 시리아 라타키아 마을 근처에 기반을 둔 러시아 항공대의 방공 임무를 맡았다. 2015년 11월 25일, 2015년 러시아 수호이 Su-24 격추 사건 이후, S-300F 지대공 미사일 시스템으로 무장한 모스크바가 시리아-터키 해안 국경 근처에 배치될 것이라고 보고되었다. 2016년에는 지중해 동부에서 자매선 바랴그함과 임무 교대했다. 2016년 7월 22일 모스크바는 나히모프 훈장을 받았다.
2016년 1월 배치에서 돌아온 모스크바는 수리 및 개수를 받아야 했지만 자금 부족으로 인해 2018년 7월 기준 향후 일정이 불확실했다
2019년 6월 모스크바는 전투 시스템과 주요 추진력을 테스트하기 위해 흑해의 세바스토폴에서 출항했다.
2020년 7월 3일 모스크바는 2040년까지 태세를 유지할 수 있도록 2개월 반 동안의 수리 및 유지 보수를 완료했다 첫 번째 수리 후 진수식은 2020년 8월로 예정되어 있었다. 그러나 실제로 함선은 2021년 2월에 배치 준비를 시작했다. 2021년 3월 해상 훈련 중이었다.

#### 2022년 러시아의 우크라이나 침공
러시아 흑해 함대의 기함인 모스크바는 2022년 러시아의 우크라이나 침공 중 해군 공격을 지휘하는 데 기여했다. 모스크바는 당시 흑해에서 가장 강력한 수상함이었다.
2022년 2월, 순양함은 2022년 러시아의 우크라이나 침공에 참여하기 위해 세바스토폴 을 떠났다. 배는 나중에 러시아 순찰선 바실리 비코프와 함께 즈미이니섬 전투에서 우크라이나 군대와 맞섰다. 모스크바는 라디오를 통해 섬의 수비대에게 항복을 요구했고 "러시아 군함, 가서 엿이나 처먹어라 "라는 답변을 들었다. 그 후 즈미이니 섬과 모든 연락이 두절, 13명의 우크라이나 수비대가 생포되었다. 슬라바급 순양함은 제공권 우위 확보를 위해 건조되었으며 함대지 미사일은 없었다. 모스크바는 주로 다른 러시아 전함 뒤에 머물면서 오데사를 명백한 목표물로 삼은 상륙작전의 군사력 시위를 위한 대공 방호를 제공했다.

## 침몰
우크라이나 대통령 보좌관 올렉시 아레스토비치와 오데사 주지사 막심 마르첸코는 아군이 2022년 4월 13일 늦은 시간 2개의 R-360 넵튠 대함 미사일로 모스크바를 타격, 함선은 현지 시간으로 오후 7시경 불길에 휩싸였다고 전했다.
2022년 4월 14일 우크라이나 남부 사령부는 모스크바가 전복되어 가라앉기 시작했다고 말했다. 우크라이나 당국과 미 국방부는 우크라이나가 2개의 R-360 넵튠 대함 미사일로 순양함을 공격했다고 밝혔다. 그러나 러시아 국방부는 화재로 인해 탄약이 폭발한 것이라고 밝혔다. 같은 날 러시아 해군은 파손된 선박을 세바스토폴 방향으로 예인하려 했으나 오데사 해안에서 100 킬로미터 (62 mi) 떨어진 흑해에서 침몰했다. 모스크바는 제2차 세계 대전 이후로 침몰한 가장 큰 군함이다(포클랜드 전쟁 이후 유사한 크기의 첫 번째 함선).
리투아니아 국방부 장관에 따르면 66명의 장교를 포함해 485명의 승무원이 승선했다. 그는 또한 "터키 선박"이 조난 호출에 응답하여 현지 시간 2시 2분에 54명의 승무원을 구했다고 말했다. 이 사고로 선장은 숨진 것으로 알려졌다. 러시아는 화재나 침몰로 인한 인명 피해를 발표하지 않았다. 미국 소식통은 이 사건으로 사상자가 발생한 것으로 보고 있다.
침몰하기 전의 모스크바 영상은 양측의 주장에 대한 신뢰할만한 근거를 제시하지 않지만, 그럼에도 불구하고 폭풍은 관측되지 않는다.
우크라이나 정부는 침몰된 모스크바함을 "수중문화유산" 2064호로 지정했다고 선언했다.

## 같이 보기
모스크바함의 침몰